# Donzy-le-Pertuis
Donzy-le-Pertuis település Franciaországban, Saône-et-Loire megyében. Lakosainak száma 147 fő (2022. január 1.). Donzy-le-Pertuis Blanot, Azé, Cluny és Cortambert községekkel határos.

## Népesség
A település népességének változása:
| Lakosok száma | 156  | 163  | 170  | 167  | 167  | 168  | 161  | 154  | 147  |
|               | 2013 | 2015 | 2016 | 2017 | 2018 | 2019 | 2020 | 2021 | 2022 |